# Office national de la protection civile (Tunisie)
Pour les articles homonymes, voir Office national de la protection civile.
L'Office national de la protection civile (arabe : الديوان الوطني للحماية المدنية) est un service de secours tunisien dont le but est l'assistance à la population (pompiers).
Le numéro d'appel d'urgence en Tunisie est le 198.

## Histoire
Le 1er novembre 1894, l'Association pour la coopération de secours et de la caisse de retraite des pompiers bénévoles est créée à Tunis. Le 6 mars 1904, une loi régissant l'instance des pompiers dans le beylicat tunisien est promulguée. Le 3 mars 1949, une loi organique à propos de l'organisation des instances des pompiers de métier et volontaires dans les municipalités est publiée.
Le 18 octobre 1968, un service national de la prévention civile est lancé. Le 7 avril 1970, la loi no 70-12 relative à l'inscription de la Tunisie dans le statut de l'Organisation internationale de protection civile est publiée.

## Missions

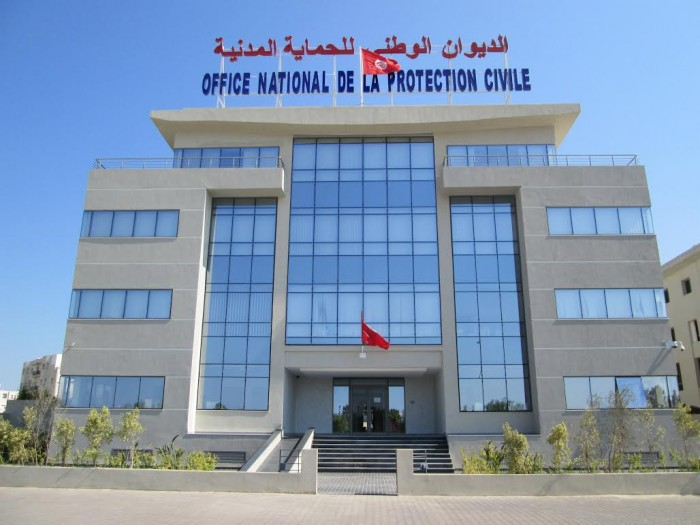
Siège de l'Office national de la protection civile.

L'article 2 de la loi n°121-93 du 27 décembre 1993 portant création de l'Office national de la protection civile définit les missions de cet organisme, soit « toutes missions et interventions nécessitées par les différents sinistres, catastrophes et calamités qui portent préjudice ou menacent la population et les biens, ou qui portent atteinte ou menacent les biens nationaux, la nature de l'environnement, et ce en coopération et en coordination avec les différentes autorités et institutions publiques ».
L'agent de la protection civile est appelé à intervenir pour porter aide et assistance à toute personne en danger et de prévenir tout fait de nature à constituer un danger pour les personnes et les biens, même en dehors des heures normales de service.

## Grades
|  |  |  |  |  |  |  |

|  |  |  |  |  |  |